# Caraúbas (Paraíba)
Caraúbas é um município brasileiro do estado da Paraíba, localizado no Sertão do Cariri (Oriental) Paraibano e na Região Geográfica Imediata de Campina Grande. De acordo com o IBGE (Instituto Brasileiro de Geografia e Estatística), no ano de 2010 sua população foi estimada em 3.899 habitantes. Sua área territorial é de 446 km².

## Toponímia
As margens do Rio Paraíba, existem várias arvores conhecidas como Caraúbeiras  palavra da qual originou o nome da cidade de Caraúbas. Antes de Caraúbas ser fundada, ela era uma vila indígena e seus primeiros habitantes eram os índios cariris.

## História
Até meados do século XVII o município era ocupado pelos índios cariris.
O município surgiu de uma fazenda de colonos portugueses do século XVIII, às margens do rio Paraíba do Norte. Graças às condições favoráveis, a região inseriu-se no ciclo do açúcar, apresentando características de vila já em 1780.  Ainda no mesmo século, o alferes Custódio Alves Martins, morador da Capitania de Pernambuco, instalou-se na cabeceira do Rio Paraíba, e ali fundou um sítio a que deu o nome de Caraúbas. Os mais velhos dizem que Caraúbas foi fundada pelo Capitão-Mor José da Costa Romeu, e recebeu o nome de Caraibeiras, depois de Carnaúba e finalmente Caraúbas, nome que possui até hoje. O Capitão-Mor construiu sua casa que também era a primeira casa de Caraúbas, ficava a beira do Rio Paraíba e era feita de pedras, ao mesmo tempo fez fez a capela de Nossa Senhora do Rosário. Quando Caraúbas passou a Distrito de São João do Cariri em 1891, havia apenas 58 pessoas, destacando-se as famílias do Major Higino, Major Eduardo Ferreira, Manoel Germano, Venâncio Quirino entre outros. Um dos mais ilustres moradores da Caraúbas foi o tenente Coronel Severiano de Farias Castro. Caraúbas evoluiu aos poucos. Por volta de 1816 foi construída uma igreja que tem como padroeiro a imagem de São Pedro, que veio de Roma desde por Capitão-Mor. A partir do século XX, além da pecuária, o beneficiamento do algodão e posteriormente do caroá trouxeram novos recursos à vila. O Coronel Serveliano de Farias Castro trouxe para Caraúbas o primeiro  maquinário, era uma máquina de descaroçamento de algodão. O algodão de Caraúbas já chegou a ser exportado para a Itália e Inglaterra. A Paróquia de Caraúbas foi criada em 4 de outubro de 1923, o primeiro registro de batizado feito na Paróquia foi de Pedro Jordão Sobrinho. E o primeiro Crisma foi feito na ano de 1924, pelo Arcebispo da Paraíba Adauto Aurélio Henrique.  A primeira Professora de Caraúbas foi Dona Henriqueta da Costa Danda Aragão que ensinava na casa que hoje pertence João Zezinho.
A partir de 1940, investimentos urbanos trouxeram à cidade o primeiro grupo escolar (1953), a iluminação pública a diesel (1953) e o açude Campos, construído pelo Departamento Nacional de Obras Contra as Secas.
Caraúbas teve seu nome alterado para Carabeiras pelo decreto-lei estadual nº 520, de 31-12-1943. O nome retornou a Caraúbas pelo pela lei estadual nº 318, de 07-01-1949.
Sua emancipação proporcionou-se no dia 29 de abril de 1994, sendo sua instalação no dia 1 de janeiro de 1997.

## Geografia
A maior parte da área de Caraúbas está inserida na unidade geoambiental da Depressão Sertaneja. Ao norte, há uma região inserida no Planalto da Borborema.
O município está incluído na área geográfica de abrangência do semiárido brasileiro, definida pelo Ministério da Integração Nacional em 2005.  Esta delimitação tem como critérios o índice pluviométrico, o índice de aridez e o risco de seca. O clima é, portanto, tropical semiárido, com chuvas de verão, que ocorrem de novembro a abril. A pluviosidade média anual é de 432 mm.
A vegetação predominante é a caatinga hiperxerófila, com trechos de floresta caducifólia.
O município está inserido na bacia hidrográfica do rio Paraíba, no Alto Paraíba. Os recursos hídricos da região são o rio Paraíba e o rio Sucuru, e os riachos do Boi, Vaca Morta, do Jaques, da Salina, das Cobras, da Onça, da Cachoeira, Luis Gomes, Cascudo, do Macaco, da Curimatã, do Monte Alegre e da Barriguda, a maior parte de regime temporário. Conta também com os açudes dos Campos e da Tapera e a Lagoa do Pau Ferro.

### Clima
Dados do Departamento de Ciências Atmosféricas, da Universidade Federal de Campina Grande, mostram que Caraúbas apresenta um clima com média pluviométrica anual de 367,1 mm e temperatura média anual de 23,8 °C.
| Dados climatológicos para Caraúbas            | Dados climatológicos para Caraúbas | Dados climatológicos para Caraúbas | Dados climatológicos para Caraúbas | Dados climatológicos para Caraúbas | Dados climatológicos para Caraúbas | Dados climatológicos para Caraúbas | Dados climatológicos para Caraúbas | Dados climatológicos para Caraúbas | Dados climatológicos para Caraúbas | Dados climatológicos para Caraúbas | Dados climatológicos para Caraúbas | Dados climatológicos para Caraúbas | Dados climatológicos para Caraúbas |
| Mês                                           | Jan                                | Fev                                | Mar                                | Abr                                | Mai                                | Jun                                | Jul                                | Ago                                | Set                                | Out                                | Nov                                | Dez                                | Ano                                |
| --------------------------------------------- | ---------------------------------- | ---------------------------------- | ---------------------------------- | ---------------------------------- | ---------------------------------- | ---------------------------------- | ---------------------------------- | ---------------------------------- | ---------------------------------- | ---------------------------------- | ---------------------------------- | ---------------------------------- | ---------------------------------- |
| Temperatura máxima média (°C)                 | 32,4                               | 31,9                               | 31,3                               | 30,5                               | 29,2                               | 28,1                               | 27,8                               | 28,9                               | 30,4                               | 32,1                               | 33,0                               | 33,0                               | 30,7                               |
| Temperatura média (°C)                        | 25,2                               | 24,9                               | 24,6                               | 24,3                               | 23,4                               | 22,3                               | 21,8                               | 22,1                               | 23,1                               | 24,3                               | 24,9                               | 25,2                               | 23,8                               |
| Temperatura mínima média (°C)                 | 20,5                               | 20,4                               | 20,5                               | 20,2                               | 19,6                               | 18,5                               | 17,6                               | 17,6                               | 18,6                               | 19,4                               | 20,0                               | 20,5                               | 19,5                               |
| Precipitação (mm)                             | 21,0                               | 52,8                               | 107,4                              | 86,5                               | 39,9                               | 26,0                               | 18,2                               | 4,4                                | 1,4                                | 5,0                                | 7,6                                | 14,7                               | 367,1                              |
| Fonte: Departamento de Ciências Atmosféricas. |                                    |                                    |                                    |                                    |                                    |                                    |                                    |                                    |                                    |                                    |                                    |                                    |                                    |